# Tírig
Tírig település Spanyolországban, Castellón tartományban. Tírig Albocàsser, Catí, Les Coves de Vinromà, La Salzadella, Sant Mateu és Xert községekkel határos. Lakosainak száma 432 fő (2024).

## Népesség
A település népessége az elmúlt években az alábbi módon változott:
| Lakosok száma | 549  | 573  | 555  | 554  | 560  | 497  | 465  | 419  | 419  | 432  |
|               | 2001 | 2004 | 2006 | 2009 | 2011 | 2014 | 2016 | 2019 | 2021 | 2024 |